# Codevigo
Codevigo (Codevigo in veneto) è un comune italiano di 6 275 abitanti della provincia di Padova in Veneto, situato a sud-est del capoluogo.
È il comune più orientale della provincia, nonché l'unico ad avere uno sbocco sulla laguna veneta, nel tratto denominato Valle di Millecampi.

## Storia
Già Caput Vici, Codevigo affonda le sue radici in epoca romana.
Il primo documento ufficiale in cui si trova menzionato il nome di Caput de Vicco risale al 988.
Nominata Caput de Vico nel 1026, Caput de Vigo successivamente e nuovamente Capo de Vigo poi, infine diviene Codevigo.
È del 988 un atto di Domenico dei fu Roberto che sancisce la donazione dei beni in loco et fundo Caput de Vicco al Monastero della Santissima Trinità di Brondolo.
Nel 1026 il nome presente in un altro atto è cambiato in Caput de Vico e successivamente in Caput de Vigo.
I signori di Padova, i Carraresi, possedettero il territorio nel XIV secolo, allora confinante con la Serenissima Repubblica di Venezia. I Carraresi costruirono fortezze e lungo il confine un sistema difensivo basato su torri di avvistamento.
Quando i veneziani sconfissero i Carraresi, iniziarono delle opere idrauliche al fine di salvaguardare la laguna dall'interramento. Il taglio della "brenta nova" provocò in zona numerose alluvioni che provocarono nel tempo un deterioramento del territorio, che diventò acquitrinoso. Le popolazioni abbandonarono quindi gli insediamenti. Solamente dopo gli interventi di bonifica nella prima metà del Cinquecento voluti dai Corner la popolazione incrementa e di conseguenza si incrementa anche l'economia locale
La storia di Codevigo è strettamente legata alla famiglia dei Corner. La facciata della chiesa fu commissionata al Falconetto proprio da loro; dello stesso è anche la villa rustica. Assieme ad Alvise Cornaro, Angelo Beolco detto il Ruzante villeggiava nel palazzo attorno alla prima metà del Cinquecento.
Dopo il dominio dei Corner, i beni di Codevigo passano in mano ai Foscari.
La chiesa è dedicata a san Zaccaria profeta ed è citata in un atto di donazione del 13 luglio 1173. La chiesa è di costruzione cinquecentesca di Lorenzo da Bologna mentre la facciata è del Falconetto.

### Dopoguerra
Nei dintorni di Codevigo, nella primavera del 1945 avvennero i fatti definiti Eccidio di Codevigo: dal 29 aprile al 15 maggio 1945 l'Ottava armata britannica attraversa il Po in marcia verso nord. Aggregati ci sono anche il Gruppo di combattimento "Cremona", che fa parte del Regio Esercito e i partigiani, della 28ª brigata garibaldina "Mario Gordini", comandata da Arrigo Boldrini. Giunti a Codevigo il 29 aprile, eliminano a seguito della condanna del CLN locale la maestra del paese, Corinna Doardo, e altri fascisti locali
I partigiani non rastrellarono poiché comandati a riposo. I rastrellamenti furono fatti dal Gruppo di Combattimento Cremona e interessarono la Guardia Nazionale Repubblicana e la brigata nera del presidio di Candiana, la Guardia Nazionale Repubblicana dei presidi di Bussolengo e Pescantina, nel Veronese. Sono sparsi nelle campagne e vengono "presi in consegna" con la promessa che saranno portati a Roma e processati. In un’area dal perimetro di 90 chilometri e su i fiumi Brenta e Bacchiglione - "…vengono ammazzati in luoghi diversi: nei campi, sugli argini del Brenta e del Bacchiglione, dentro a qualche casa colonica. I corpi sono abbandonati, o buttati in fiume. Sono tanti, e tutti senza documenti."
Su questa strage per quasi 70 anni è sceso il silenzio: anche se, nell'Archivio centrale dello Stato, negli archivi abbandonati del Comune di Codevigo e della ex Pretura di Piove di Sacco e a Londra negli archivi militari di Kew Gardens, la documentazione era chiara e, fin dal 1945, disponibile, assieme alla testimonianza di 55 sopravvissuti.
Il numero delle esecuzioni accertate è di 136. Di questi 18 erano di Codevigo, Pontelongo, Correzzola, Piove di Sacco almeno 64 residenti in provincia di Ravenna. Altri 24 prigionieri, altri 8 a Pescantina, altre 59 persone rastrellate nel Padovano e prelevate dalle carceri. In totale 136. I fatti sono imputabili a schegge impazzite di derivazione varia che agirono nottetempo al di fuori e contro gli ordini dei Comandi militari e non sono mai state rintracciate. In particolare il Comando della 28ª Brigata Garibaldi fu subito scagionato dai Comandi alleati e del Cremona, non subí mai processo né fu amnistiato. I quattro partigiani processati furono assolti con formule varie. La Magistratura si attivò immediatamente e non trascurò nessun fatto.
Il 7 maggio 1974, nella frazione di Conche, il pulmino che accompagnava a casa i bambini della scuola materna ebbe un incidente, finendo nelle acque del canale Novissimo. Suor Elvira Pettinato, nel tentativo di salvare la vita ai bambini annegò, per questo fu insignita della medaglia d'oro al valor civile.
Luigi Bartella, pescatore all'epoca trentaseienne di Conche, trovandosi nel luogo dell'incidente, si tuffò in acqua riuscendo a trarre in salvo due dei bambini coinvolti e per questo gli fu riconosciuta la medaglia d'argento al Valore Civile.

### Simboli
(D.R. 12 agosto 1927)
La scelta degli smalti ricorda le dominazioni storiche a cui fu soggetta Codevigo: i Carraresi (d'argento, al carro di rosso) e Padova (d'argento, alla croce di rosso); la Repubblica di Venezia (d'azzurro, al leone di San Marco d'oro) e i Cornaro (partito d'oro e d'azzurro).
Il pastorale fa riferimento all'epoca di giurisdizione vescovile, quando Codevigo venne unito alla Saccisica, alle dirette dipendenze del vescovo di Padova, creato conte di Piove di Sacco.
Il gonfalone è un drappo di bianco.

## Monumenti e luoghi d'interesse

### Monumenti
- I casoni, tipiche abitazioni delle campagne della zona. Il loro aspetto era più simile ad una capanna che ad una abitazione civile; ci vivevano invece famiglie di contadini a volte molto numerose. In epoca lontana erano dei rifugi costruiti in paglia di forma conica e servivano per difendersi dagli animali; solo con il passare dei tempo, in seguito a lente e graduali trasformazioni, hanno acquisito l'aspetto che conosciamo o che ci è dato di sapere da foto o dipinti di qualche decennio fa: pianta quadrata o rettangolare con le pareti costituite da mattoni di terra cotta al sole ed il tetto a quattro falde molto spioventi con copertura in canna palustre, ed i balconi piccoli per evitare un'eccessiva dispersione termica d'inverno e diminuire il riscaldamento dai raggi solari d'estate. L'unico esempio che rimane di questa tipica abitazione, anche se in condizioni di avanzato degrado, è il casone situato in località Rosara. Nella Valle Millecampi invece, i Casoni rappresentavano una precisa connotazione funzionale ed il loro perfezionarsi dal punto di vista edilizio costituì un riferimento preciso dei consolidamento delle Valli da pesca come struttura produttiva. Nei documenti sono definiti come "casa da pescatore coperta di paglia o di canna". Il Cason delle Sacche è quello che meglio si è conservato.

### Architetture religiose
- San Zaccaria in centro
- Santa Maria della Neve, frazione Conche
- San Benedetto - frazione Cambroso
- Santissimi Fortunato e Felice, frazione Santa Margherita
- San Daniele profeta, frazione Rosara

### Castelli, palazzi e ville
- Villa Cornaro Erle. Villa rurale appartenuta ad Alvise Cornaro. Edificio che, secondo alcuni, sarebbe stato costruito dal Falconetto attorno al 1537 per gli ozi estivi dell'umanista veneziano. Le numerose trasformazioni e modifiche praticate in tempi più o meno recenti non permettono certo oggi di apprezzare quella che deve essere stata l'originaria bellezza. Esso costituisce tuttavia il ricordo di un'epoca di splendore e rappresenta il simbolo d'un risveglio culturale, poiché in questo palazzo soggiornò per lunghi periodi Angelo Beolco detto Ruzante. L'edificio si trova in via Papa Giovanni XXIII ora proprietà del comune

### Aree naturali
Località Ca' di Mezzo
Località sita lungo il corso del fiume Bacchiglione è un'area di fitodepurazione
Valle Millecampi (recentemente la zona lagunare nel territorio del Comune di Codevigo è stata inserita nella lista dei siti Patrimonio dell'Umanità dell'UNESCO).

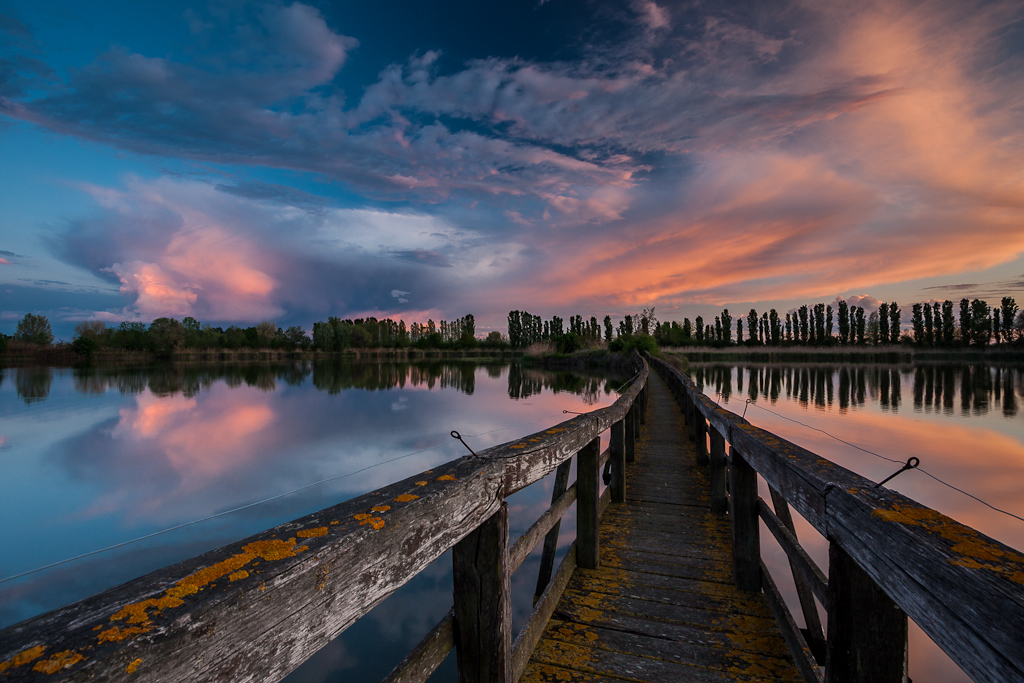
Ca' di Mezzo
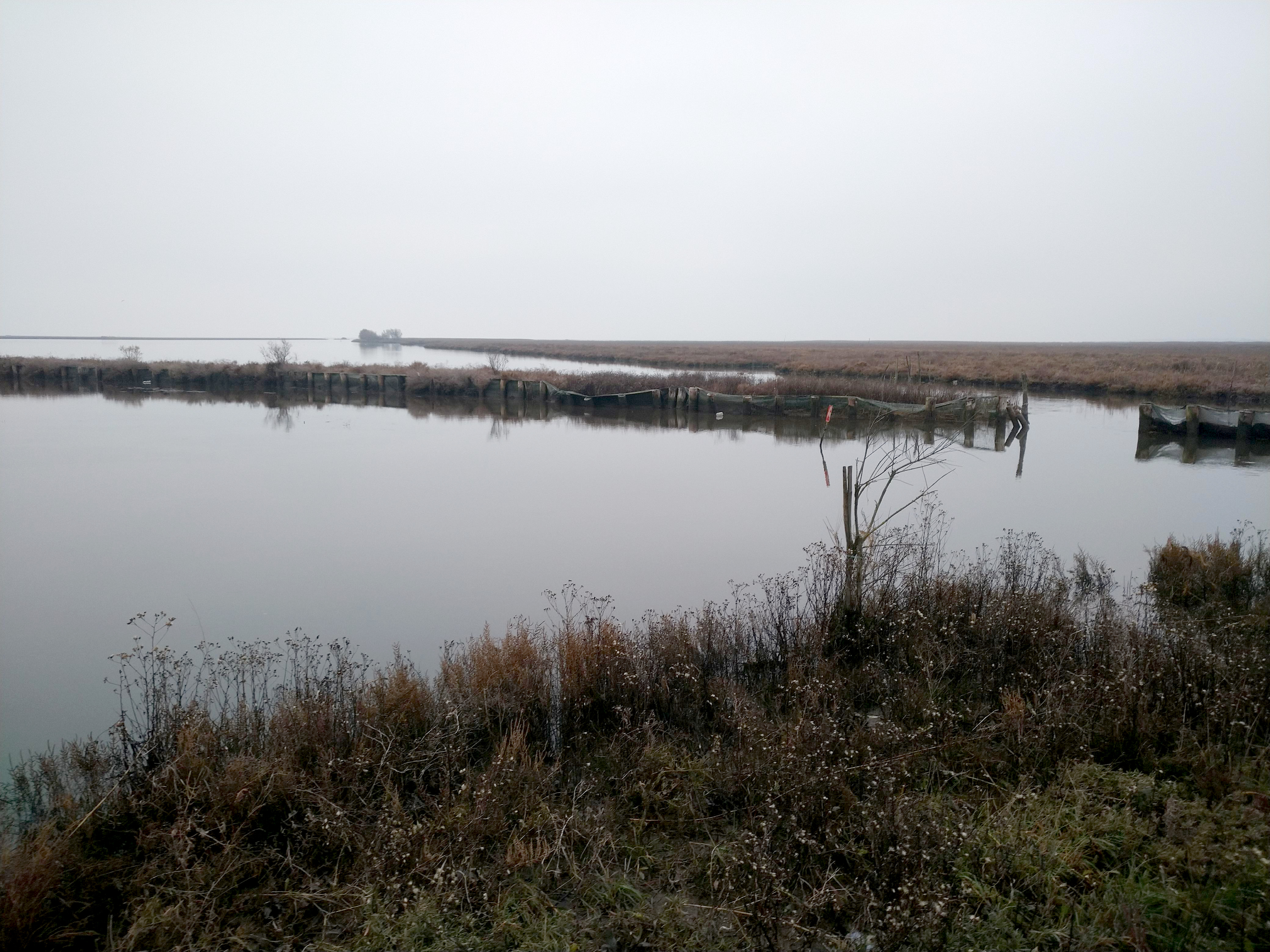
Valle Millecampi

## Società

### Evoluzione demografica
Abitanti censiti

## Cultura

### Feste, fiere e sagre
- aprile-maggio Festa dell'Asparago di Conche - Promossa ed organizzata dal Gruppo Culturale e Ricreativo di Conche
- settembre-ottobre Festa del Radicchio di Conche - Promossa ed organizzata dal Gruppo Culturale e Ricreativo di Conche

### Associazioni sportive
- U.S. Codevigo
- Istituto Comprensivo di Codevigo con Basket e Pallavolo
- A.S.D. Conche
- A.D. Pallavolo Codevigo
- Polisportiva Millecampi

## Geografia antropica

### Frazioni

#### Cambroso
Situato al confine tra Codevigo e Vallonga, è detto il paese del miele.
Avente una piccola estensione, detiene un solo palazzo storico: "Palazzo dei Merli".
Palazzo dei merli fu una delle residenze di Alvise Cornaro nel territorio di Codevigo, forse quella in cui soggiornò durante la sua prima visita. 
In una mappa di Nicolò Da Cortivo, datata 1563, viene indicata come "casa di coner" in mezzo ai casoni coi tetto di paglia.
Essa appare con fronte a capanna coronata da merli dietro cui si prolunga il tetto a due falde. Nel ventunesimo secolo l'edificio ospita uno dei più prestigiosi ristoranti della zona.
Nella frazione è presente una scuola materna ed una scuola primaria, entrambe statali.

#### Conche
È la maggiore fra le frazioni di Codevigo e nel suo territorio troviamo due scuole: la scuola primaria Nazario Sauro e la scuola materna con nido integrato Santa Maria Goretti (quest'ultima scuola parrocchiale gestita anche da religiose).
A Conche troviamo anche un Centro Parrocchiale di recente costruzione, gestito dal locale Circolo Noi.
Ad ottobre 2014 è stata inaugurata anche una sala prove per musicisti, gestita da un comitato parrocchiale, dove è possibile anche apprendere lezioni di canto e strumenti in collaborazione con scuole di musica del territorio.
La frazione di Conche è conosciuta per la coltura degli asparagi, che hanno ottenuto il marchio ADC (Asparago Di Conche) e del radicchio. A queste importanti colture sono dedicate la Festa dell'Asparago, che si svolge ogni primavera nel periodo che va da aprile a maggio, e la festa del Radicchio, che si svolge invece fra settembre ed ottobre.
Nella frazione si trova anche il campo sportivo Silvano Gatto, in uso all'A.S.D. Conche.
Ci sono 2 momenti di festa rurale particolarmente interessanti e sono la Festa dell'asparago di Conche e la Festa del Radecio di Conche. Dove sono disponibili stand gastronomici con i piatti tipici.
Tra le personalità influenti della frazione di Conche, si ricorda il Direttore della UO Radiologia dell'Ospedale di Piove di Sacco, il Dottor Fausto Pittarello, a cui è stato consegnato il premio «Il codevighese dell'anno»

#### Santa Margherita
A Santa Margherita di Codevigo si trova un importante complesso idrovoro visitabile e funzionante.
Di interesse turistico ambientale troviamo in questa località il Casone delle Sacche e la chiesa parrocchiale, dedicata ai Santi Felice e Fortunato e costruita nel XVIII secolo.

#### Castelcaro
L'edificazione da parte dei Carraresi di alcune fortezze distrutte poi dai veneziani nel Quattrocento fa nascere il borgo di Castelcaro. Nel ventunesimo secolo la piccola borgata è stata oggetto di nuove costruzioni, ma vi è ancora una villa veneziana ed una chiesetta in stile settecentesco ancora in uso.

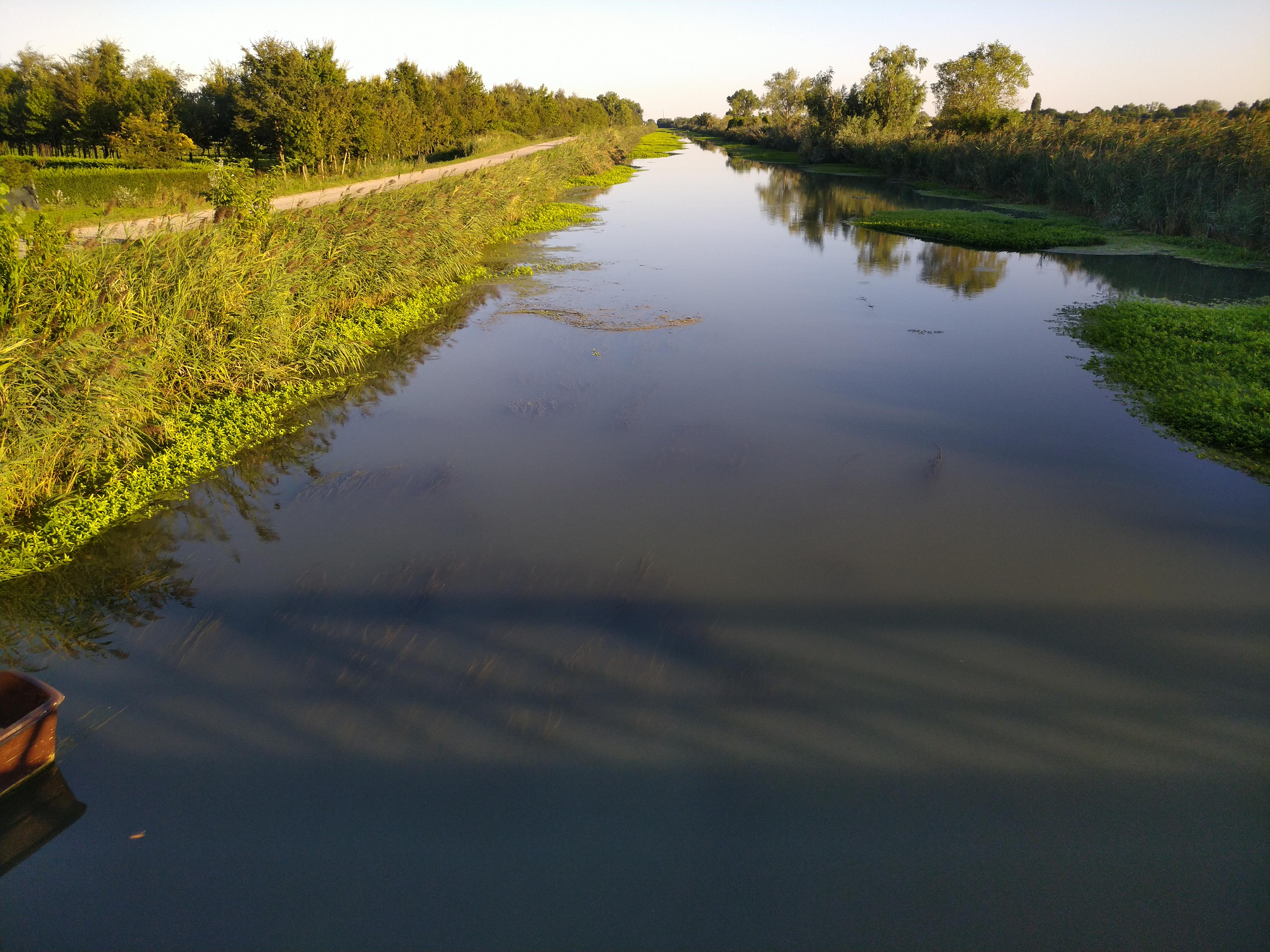
Conche, Taglio Novissimo del Brenta
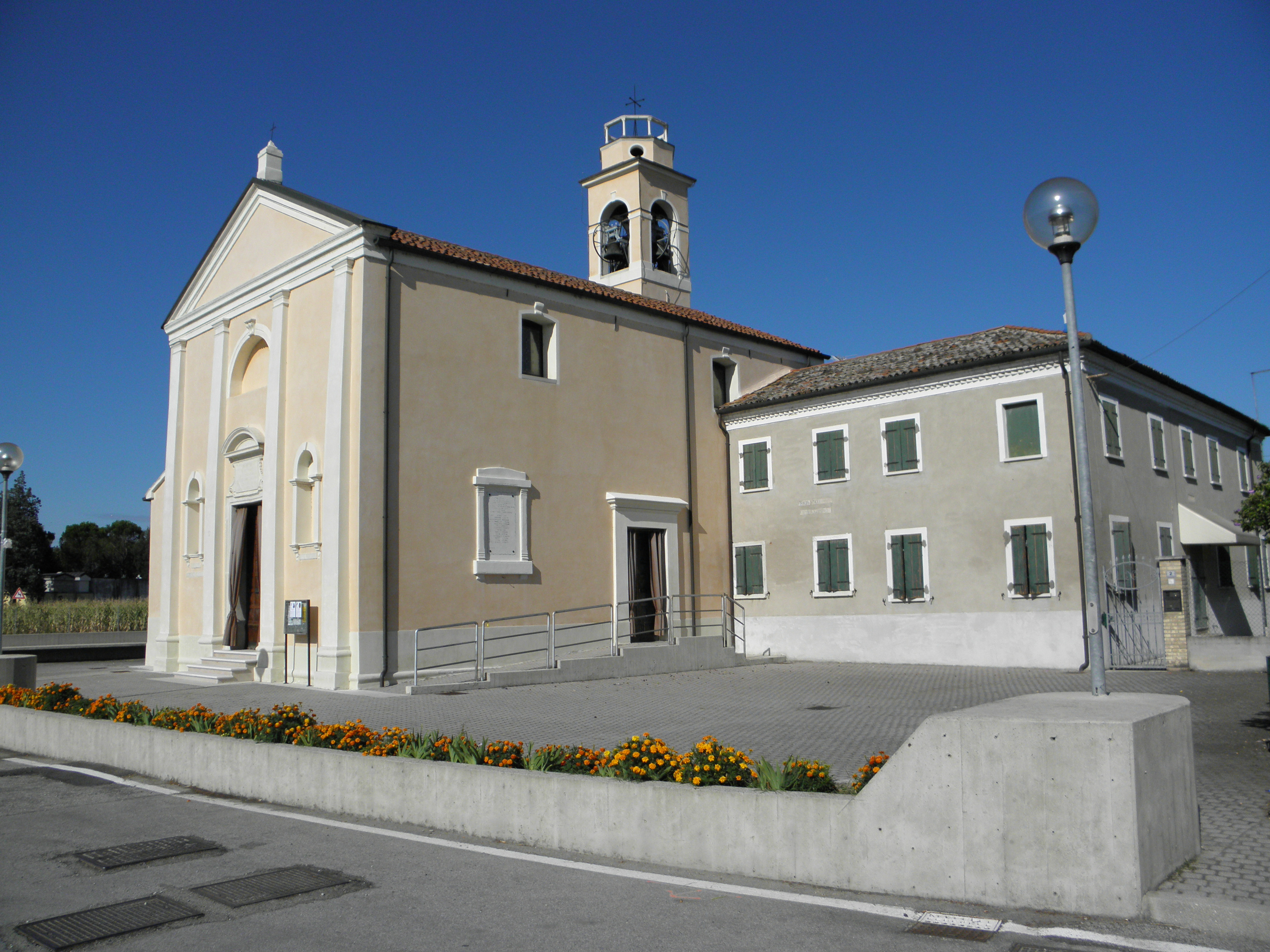
Santa Margherita, chiesa dei Santi Felice e Fortunato
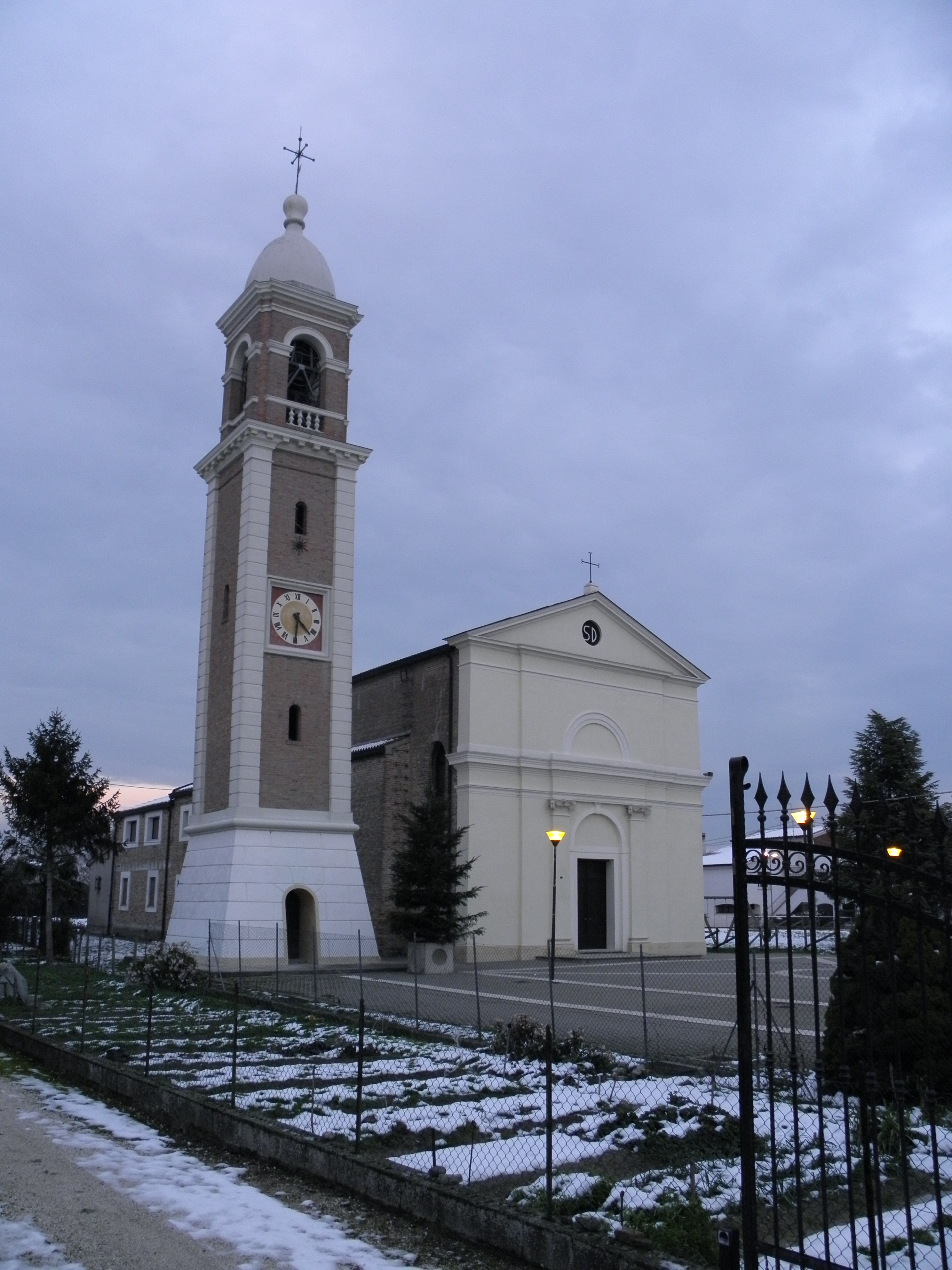
Rosara, chiesa di San Daniele

## Amministrazione
| Periodo | Periodo   | Primo cittadino | Partito                        | Carica  | Note |
| ------- | --------- | --------------- | ------------------------------ | ------- | ---- |
| 2023    | in carica | Ettore Lazzaro  | lista civica Continuità attiva | Sindaco |      |

### Gemellaggi
- Szécsény